# LINKAGE (KATSUMIのアルバム)
『LINKAGE』（リンケージ）は 1992年9月23日に発売された、KATSUMI1枚目のベスト･アルバム。

## 概要
初のベスト・アルバム。
シングルとして発売された楽曲は全てリミックス・ヴァージョンで収録。
初回限定盤は三方背BOX仕様で、通常ケース内歌詞ブックレットと別に新たに歌詞ブックレットを封入したLINKAGEプレミアム・ジャケットを収載したスペシャル・パッケージ。
本作は1992年10月5日付のオリコンチャートにて最高位4位となり、売上枚数は27.9万枚となった。

## 収録曲
全曲　作詞：渡辺克巳　作曲：石川洋　編曲：武部聡志（特記以外）
1. Just time girl (Re-Mix)（5：04）[2]
  - 作曲：渡辺克巳・石川洋／編曲：是永巧一／ホーンアレンジ：武部聡志
  - 4thシングル・リミックス・ヴァージョン。ホーンセクション追加等、アレンジ変更。
  - 花王「ピュアエチュール」1991春CMソング。
2. Find your way（4：02）[2]
  - 新曲。7thシングルとして発売予定であったが[3]、本作発売決定に伴い発売中止となった。後に7thシングル「The Force」カップリングに収録。
3. Nobody Knows（4：41）[2]
  - 2ndアルバム『ONE』収録曲。
4. Future Man (Re-Mix)（4：27）[2]
  - 3rdアルバム『ROSE IS A ROSE』収録曲リミックス・ヴァージョン。
  - オリジナルと同アレンジながら前奏・間奏・後奏に英語の台詞が追加。
5. 危険な女神 (Re-Mix)（5：01）[2]
  - 2ndシングル・リミックス・ヴァージョン。
  - カメリアダイヤモンドCFイメージソング。
6. YES,抱きしめて（4：56）[2]
  - 3rdシングル。
  - シングルと同一ミックスながらエンディングのドラム音がカットされたアルバム『ONE』収録ヴァージョン。
  - ダイハツ「ロッキー」CMソング。
7. Tonight Spend Together (Re-Mix)（5：33）[2]
  - 作曲：都志見隆
  - 2ndシングル・カップリングのリミックス・ヴァージョン。
  - 三井農林住販[4]CMソング。
8. Shining in the Night (Re-Mix)（4：27）[2]
  - 1stシングル・リミックス・ヴァージョン。
  - テレビ朝日系『遊行見聞録』エンディング・テーマ。
9. Loving You（4：47）[2]
  - 2ndアルバム『ONE』収録曲。
10. It's my JAL (Re-Mix)（4：59）[2]
  - 作曲：鈴木キサブロー　編曲：T-OUT　ストリングアレンジ：武部聡志
  - 5thシングル・リミックス・ヴァージョン。ストリングス追加、アレンジ変更。
  - JALイメージソング。
11. Crossing Love（5：04）[2]
  - 4thシングル・カップリング。
  - ダンロップ「ル・マン Bb490」CMソング。
12. Try-君がいるから（5：21）[2]
  - 新曲。「第12回アジア競技大会広島1994」 イメージ・ソング。
  - 後に10thシングル「君を離さない」カップリングに「Try-君がいるから (Version of '93)」としてリミックス・ヴァージョンが収録。
13. ONE (We are ONE) (Re-Mix)（6：12）[2]
  - 2nd『ONE』収録曲リミックス・ヴァージョン。
  - メイテックCMソング。
14. For You (Re-Mix)（5：24）[2]
  - 2nd『ONE』収録曲リミックス・ヴァージョン。ストリングス追加、アレンジ変更。